# Tomasz (kardynał S. Vitale)
Tomasz (zm. w październiku 1146) – kardynał.
O jego życiu przed nominacją kardynalską wiadomo tylko tyle, że uzyskał tytuł magistra. W historiografii od XVI wieku jest podawane, że był członkiem mediolańskiej kongregacji kanoników regularnych S. Maria de Crescenzago, nie ma jednak na to dowodów w źródłach mu współczesnych. Do Świętego Kolegium powołał go papież Innocenty II prawdopodobnie w marcu 1140 roku. Między 16 kwietnia 1140 a 3 marca 1141 podpisywał bulle papieskie jako diakon Świętego Kościoła Rzymskiego, a między 11 kwietnia 1141 a 16 czerwca 1145 jako kardynał prezbiter S. Vitale. Uczestniczył w papieskich elekcjach 1143, 1144 i 1145. W 1145-1146 był legatem papieskim w Niemczech.